# Полевой ввод-вывод

Узел распределённого ввода-вывода

Полевой ввод-вывод (англ. field IO) — интерфейс для подключения измерительных приборов и исполнительных механизмов (обобщённо называемых полевыми устройствами) к системе управления технологическим процессом. К узлам полевого ввода-вывода подключаются как датчики, измеряющие необходимые параметры технологического процесса, так и исполнительные механизмы, с помощью которых система управления может влиять на ход процесса.
Узел ввода-вывод состоит из 3 главных компонентов:
- Задней базовой панели (англ. baseplate), предназначенной для размещения на ней электронных модулей в специальные позиции (слоты). Внутри базовой панели проходят две шины: одна служит для подачи питания на установленные модули; другая — для информационного обмена между модулями.
- Модулей ввода-вывода (IO modules), которые необходимы для приема сигналов с подключенных к ним датчиков или выдачи управляющих сигналов на подсоединенные исполнительные механизмы. В зависимости от направления передачи сигналов (ввод сигналов в систему управления или их вывод) модули осуществляют, соответственно, аналого-цифровое или цифро-аналоговое преобразование.
- Интерфейсного модуля (interface module), служащего для подключения узла ввода-вывода к цифровой шине передачи данных. Как правило, на шине интерфейсный модуль реализует функции ведомого устройства (ведомое устройство).

На базовую панель в специальные слоты устанавливаются модули ввода-вывода и интерфейсный модуль. Количество слотов под установку модулей ввода-вывода может быть разным: от 2 до 16, но, как правило, чётное количество. Чаще всего крайний левый слот предназначен для установки только интерфейсного модуля.
Датчики и исполнительные механизмы подключаются с помощью электрических соединений непосредственно к модулям ввода-вывода. При этом модули ввода-вывода различаются по типу подключаемого к ним сигнала, а также канальностью. За исключением крайнего левого слота, размещение модулей ввода-вывода строго не регламентировано, и допускаются произвольные комбинации.
Узлы ввода-вывода, как правило, подключаются к контроллерам по специальным цифровым шинам передачи данных. Существует множество стандартов полевых шин, наиболее популярные из которых Profibus DP/PA, Modbus RTU, DeviceNet, Foundation fieldbus.